# Lithophragma
Lithophragma là một chi thực vật có hoa trong họ Saxifragaceae.